# Club Atlético Sarmiento
Club Atlético Sarmiento é um clube de futebol argentino, sediado na cidade de Junín (Buenos Aires), Argentina. Fundado em 1 de Abril de 1911.
Atualmente disputa o Campeonato Argentino de Futebol da Primeira Divisão. Manda seus jogos no Estádio Eva Perón com capacidade para 23 mil espectadores.
O clube surgiu da ideia de um grupo de entusiastas que fundou o Sarmiento Football Club. Apenas 22 anos depois, em 27 de janeiro de 1933, a assembleia aprovou a mudança de nome e o nome do Sarmiento Football Club foi substituído pelo que perduraria no tempo: Club Atlético Sarmiento.

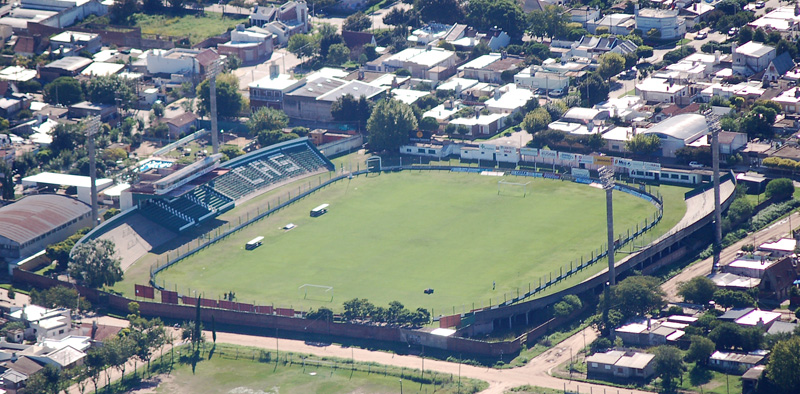
Estádio Eva Perón

## História
Antes de ingressar no profissionalismo, teve uma participação muito boa no futebol amador. Em 1917 foi organizado o primeiro campeonato oficial da liga, sendo o primeiro campeão precisamente o Club Atlético Sarmiento. Entre 1917 e 1950 ganhou 13 campeonatos da Liga Deportiva del Oeste (liga local). Em 1945 classificou-se para disputar a Copa República como um dos representantes das equipes não filiadas da província de Buenos Aires, chegando às 4ªs finais e sendo eliminado pelo Boca Juniors (Primeira rodada: livre Segunda rodada: Gimnasia y Esgrima de Mercedes 0 - Sarmiento 7 Terceira rodada: Sarmiento 9 - Independencia 2 Quarta rodada: San Martín de Olavarría 1 - Sarmiento 3 Quartas de final Sarmiento 2 - Boca Juniors 3). Em 1952 começou a participar dos torneios oficiais da AFA.
Em 1974, Sarmiento subiu da Primera C para a Primera B, na época a segunda divisão do futebol argentino. Sua próxima promoção ocorreu em 1977, já participando da AFA como membro, pois conseguiu montar um elenco equilibrado, com capacidade ofensiva e defesa firme. O técnico foi Héctor Silva em ambas as promoções. A destacar a sua tarefa é que pela primeira vez em 18 anos o mesmo técnico começou e terminou um campeonato em Sarmiento sem ser substituído.
Em 1980, aconteceu o evento mais importante da história do Sarmiento: ganhou o campeonato Primera B e a promoção à Primeira Divisão da Argentina pela primeira vez em sua história. Depois de duas temporadas na Primera A, ele retorna à Primera B.
Na temporada 1990/1991, foi promovido à Primera B, após vencer a final octogonal de sua divisão. Nas épocas 1992/93 e 1995/96 foi promovido à Nacional B.
Após sete anos na Primera B Metropolitana e conquistando o primeiro lugar, voltou ao B Nacional.
Sua última promoção aconteceu na Primeira Divisão do B Nacional sob a liderança de um experiente diretor técnico de promoção como Sergio Lippi, o que permitiu a possibilidade de disputar o torneio da Primeira Divisão de 2015, formando um elenco com jogadores experientes. categoria.
Após más campanhas, o clube de Junín perdeu a categoria no final da temporada 2016/17.

### Atualidade
Na atualidade (2005/2020) encontra-se em pleno crescimento, com políticas para fortalecer as divisões inferiores, as quais a partir da temporada (2009) intervêm nos campeonatos organizados pela AFA, com o objectivo de elevar o nível de jogo dos garotos que no futuro representassem ao Clube Atlético Sarmiento em seu futebol profissional. Realizaram-se convênios com clubes de diferentes cidades da região com o objectivo de ajuda mútua entre clubes. Hoje o Clube Atlético Sarmiento conta com a quantidade aprox. de 500 garotos entre suas escolas de futebol localizadas em diferentes zonas da cidade de Junín. Actualmente, a entidade conta com aprox. 8.000 sócios.
A fins da temporada 2010/2011 e no meio de uma das piores campanhas da história da instituição na categoria Primeira B Metropolitano, Sergio Lippi sucede no cargo de treinador a Alberto "Beto" Pascutti. Lippi mudou a mentalidade de uma equipa, raleado de profissionais que jogava em maior medida com jogadores juvenis, conseguindo vitórias que em decorrência da temporada pareciam impossíveis de conseguir.
Depois de uma avaliação do plantel com o que contava, Sergio Lippi, junto com a Comissão Directiva, encabeçada pelo Presidente Fernando Chiófalo, começaram a armar o plantel para enfrentar a temporada 2011/2012, com sérias aspirações ao título.
Conformou-se um plantel competitivo, com valores extraídos de categorias superiores como é o caso de Martín Andrizzi, Claudio Flores, Roberto Tucker e Héctor Grutas, e grandes promessas que ainda não tinham brilhado como Yamil Garnier, Ramón Ábila e Adrián Maidana.
Uma boa amalgama entre experiência e juventude fizeram do Sarmiento modelo 2011-2012 uma equipa muito dura que soube brilhar tanto no torneio de une como na primeira edição da #Copa Argentina. É nesta concorrência onde o clube de Eva Perón, conseguiu muito bons resultados futebolísticos como vencer a San Martín de San Juan e a Colón de Santa Fé, no estádio Marcelo Bielsa de Newell's Old Boys, ambos equipas provenientes da Primeira Divisão do futebol argentino.
Sarmiento abandona sua participação na copa após a derrota contra o Deportivo Merlo, na quadra do Club Atlético Platense, diante de um grande número de público que viajou de Junín. Assim, o clube direciona seus objetivos para o seu objetivo mais importante: o campeonato da liga, que concede o passe para a categoria imediatamente superior.
Depois de alguns vaivéns nas últimas datas, o Verdolaga enfrentava-se a um velho rival da ascensão e seu imediato perseguidor Colegiales. Chegou assim a ansiada data decisiva. O 19 de maio de 2012 Sarmiento saltou ao campo com uma multidão de torcedoras apoiando-o, provenientes da cidade e todos os pontos geográficos aledaños a Junín. Um marco de 22.000 pessoas, só igualado no partido definitorio de sua ascensão a Primeira Divisão em 1980, em frente a Chacarita Juniors.
O resultado do partido foi um 3 a 0 a favor do conjunto juninense, que conseguiu explodir de sentimento a uma cidade que batia ferventemente esperando a consagración de sua instituição emblema. Os festejos prolongaram-se por dias e já o ambiente futebolístico começava a comentar o plantel e a participação da entidade no próximo campeonato do Primeiro B Nacional do futebol argentino.
Novamente Sergio Lippi em conjunto com a Comissão Directiva do clube, conformaram uma boa equipa, reforçando o plantel campeão do Primeiro B Metropolitano, em postos chave e com o lema de austeridade presente a todo o momento.
Sarmiento conquistou posteriormente o melhor campeonato da categoria (desde sua criação em 1986) obtendo o quinto lugar e lutando pela terceira promoção até o final do torneio com o clube Olimpo de Bahía Blanca, que foi finalmente o terceiro promovido depois de Rosario Central e Gimnasia y Esgrima La Plata, primeiro e segundo, respectivamente.
Para a temporada 2013-2014, a Diretoria, chefiada por Ingeniero Chiófalo, aposta no aumento do orçamento do elenco profissional e são contratados jogadores importantes da categoria, buscando melhorar a marca do torneio anterior.
Embora o início do torneio seja bom, uma série de cinco derrotas consecutivas e faz com que o técnico, Sergio Lippi, decida apresentar sua demissão apesar do total apoio da direção do clube e do torcedor e sócio para continuar. Antes disso, uma "bandeira" é colocada na porta de sua casa para mostrar apoio incondicional ao último campeão DT.
Marcelo Fuentes assume a liderança técnica após a saída de Sergio Lippi do clube.
Com Marcelo Fuentes, terminou na décima posição com 55 pontos com a meta traçada, depois de uma campanha irregular, em 2014 pretende continuar liderando o clube para brigar pela 10ª promoção, mas Fuentes rejeita a oferta e depois de alguns dias em busca do DT Roberto Trotta assume o comando da equipe principal.
Trotta montou o elenco junto com o CD e o campeonato começa com 0 PG 2 PE 2 PP, sendo um torneio de 6 meses e sem resposta futebolística, ele se demite, Chiofalo se reúne com Lippi para assumir o comando do time principal e se torna o titular de Sarmiento novo treinador pela terceira vez.
Com Sergio Lippi no banco, Sarmiento encontrou uma consistência e uma ideia de jogo que o fez chegar ao quarto lugar na tabela da Zona B com 30 pontos, tendo perdido apenas 2 jogos sob o comando de Lippi contra o mesmo time All Boys. Desta forma conseguiu a sua 2ª promoção ao clube, regressando à Primeira Divisão após 32 anos. Sergio Lippi dirige todo o campeonato da Primeira Divisão, conseguindo resultados muito bons e mantendo a categoria como o empate por 1 a 1 com o Independiente e a vitória por 4 a 0 sobre o Quilmes, mantendo o time na primeira divisão após vencer o San Martín de San Juan por 1 a 0 com gol de Gervasio Nuñez que emigraria para o Brasil, vestiria a camisa do Botafogo na temporada seguinte e formaria uma equipe competitiva para manter a categoria no ano seguinte.
Sergio Lippi continuou no cargo e depois de um mau começo, e depois de perder por 3 a 0 contra o Belgrano de Córdoba, deixa o cargo e Sarmiento contrata um homem com experiência: Ricardo Caruso Lombardi, que empata com Godoy Cruz e depois de uma derrota contra O Rosario Central, conseguiu 2 grandes empates contra o Independiente e River Plate, somou pequenos pontos importantes e com 3 datas restantes, conseguiu vencer o Patronato por 1 a 0, dando um passo muito importante para garantir a permanência, apesar de uma derrota para o Tigre por 1 a 0 no casa, obrigou o Verde a vencer no último encontro. Seu concorrente direto foi o Argentinos Juniors, que jogou seus jogos simultaneamente, El Bicho conseguiu vencer o Atlético de Rafaela por 2 a 0, mas como Sarmiento, em Bahía Blanca, manteve a vitória por 1 a 0 sobre o Olimpo, aos 92' com um gol de Renzo Spinacci, ele fez questão de jogar na primeira divisão por mais um ano.
Após o feito, Caruso Lombardi deixou de ser o técnico da equipe e foi substituído por Gabriel Schurrer que não conseguiu bons resultados e deixou o clube Junín após o oitavo encontro. Jorge Burruchaga foi rapidamente contratado com a difícil tarefa de aumentar a média. O ex-DT do Independiente teve um bom começo, mas renunciou após 5 encontros porque Sarmiento não ia receber o dinheiro que a Associação Argentina de Futebol lhe devia e a liderança não lhe garantiu que poderia pagar seu contrato.
Para a segunda metade da temporada, Fernando Quiroz chegou ao Verde com um cenário muito complicado. Antes da 28ª data do torneio, devido aos triunfos de Huracán e Temperley, foi decretada a descida da equipe Junín ao Nacional B. Sarmiento voltou à segunda categoria depois de três anos.
Depois de duas partidas na segunda categoria em que não conseguiu somar três e a eliminação por uma vitória esmagadora da Copa Argentina contra o Atlético Tucumán, Quiroz renunciou ao cargo de DT del Verde.
Em 2020, foi novamente promovido à Liga Profissional pela terceira vez.

## Rivalidades
O clássico rival histórico de Sarmiento é o Clube Atlético Mariano Moreno, também de Junín. Chegaram inclusive a enfrentar-se também na máxima categoria do futebol profissional argentino, quando em 1982 Moreno acedeu ao Torneio Nacional e teve como rival a Sarmiento, que tinha ascendido em 1980. Ambos partidos se jogaram no estádio Eva Perón com o mesmo resultado: triunfo do verde por 4 a 1. O partido não se disputa desde então devido à diferença de divisões entre ambos, além de que Mariano Moreno é um clube indirectamente filiado à AFA, o que faz que a única possibilidade de que se cruzem seja na primeira ou segunda divisão do futebol argentino. Conquanto Sarmiento participa em forma paralela no campeonato de une-a Desportiva do Oeste (une regional que é parte da 6° divisão do futebol argentino), o faz com uma equipa alternativa, pelo qual seus partidos contra Mariano Moreno em dita divisão não se computan como oficiais para o historial entre ambos.
No futebol profissional e dada sua grande amizade com Almirante Brown, Sarmiento mantém uma forte rivlidade com Desportivo Morón, Nova Chicago, Tigre, Quilmes e Chacarita Juniors.

## Sócios notáveis
Kylian Mbappé